# Bojidar Slavev
Bojidar Slavev (ur. 30 czerwca 1984 w Sofii) – siatkarz reprezentacji Francji, grający na pozycji przyjmującego. Urodził się w Bułgarii, lecz później przeprowadził się do Francji i zaczął reprezentować barwy tego kraju.

## Osiągnięcia

### Klubowe
- 2009 – wicemistrzostwo Francji
- 2012 – mistrzostwo Francji

### Reprezentacyjne
- 2003 – 2. miejsce na Mistrzostwach Europy juniorów
- 2007 – 9. miejsce na Mistrzostwach Europy w Rosji